# Liste der Biografien/Shu
Liste der Biografien |
Portal Biografien |
Personensuche
# |
A |
B |
C |
D |
E |
F |
G |
H |
I |
J |
K |
L |
M |
N |
O |
P |
Q |
R |
S |
T |
U |
V |
W |
X |
Y |
Z |
?
 
Sa |
Sb |
Sc |
Sd |
Se |
Sf |
Sg |
Sh |
Si |
Sj |
Sk |
Sl |
Sm |
Sn |
So |
Sp |
Sq |
Sr |
Ss |
St |
Su |
Sv |
Sw |
Sy |
Sz
 
Sha |
Shc |
She |
Shh |
Shi |
Shk |
Shl |
Shm |
Shn |
Sho |
Shp |
Shr |
Sht |
Shu |
Shv |
Shw |
Shy
Die Liste der Biografien führt alle Personen auf, die in der deutschsprachigen Wikipedia einen Artikel haben. Dieses ist eine Teilliste mit 200 Einträgen von Personen, deren Namen mit den Buchstaben „Shu“ beginnt.

## Shu
- Shu Meisheng (* 1922), taiwanischer Diplomat
- Shu Pei (* 1990), chinesisches Model
- Shu, Chi-Wang (* 1957), chinesisch-amerikanischer Mathematiker
- Shu, Eddie (1918–1986), US-amerikanischer Jazzmusiker (Tenor- und Altsaxophonist, weitere Instrumente)
- Shu, Frank (1943–2023), chinesisch-US-amerikanischer Astronom
- Shu, Heng (* 2004), chinesischer Weitspringer
- Shu, Howard (* 1990), US-amerikanischer Badmintonspieler
- Shu, Qi (* 1976), taiwanische SchauspielerinShu Qi (* 1976)

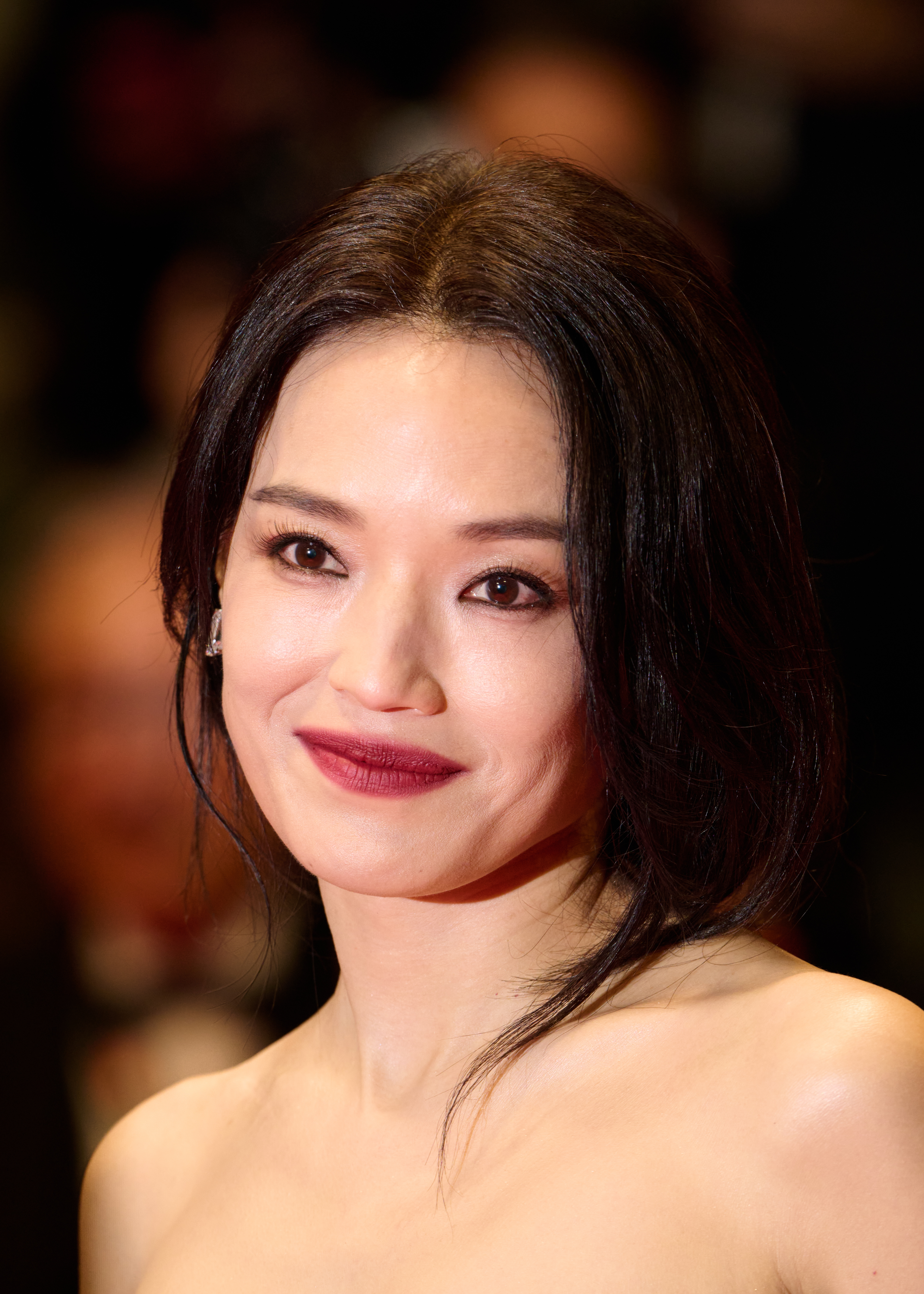
Shu Qi (* 1976)

### Shua
- Shua, Ana María (* 1951), argentinische Schriftstellerin
- Shuai, Pei-ling (* 1993), taiwanische Badmintonspielerin
- Shuail, Nabil (* 1962), kuwaitischer Sänger
- Shuang, Chimu (* 1987), chinesische Schriftstellerin
- Shuard, Hilary (1928–1992), britische Expertin für mathematische Grundschuldidaktik

### Shub
- Shub, Michael (* 1943), US-amerikanischer Mathematiker
- Shub, Peter (* 1957), US-amerikanischer Clown und Varietéshow-Regisseur
- Shubert, Lee (1871–1953), US-amerikanischer Theatermanager
- Shubik, Martin (1926–2018), britischer Wirtschaftswissenschaftler und Hochschullehrer
- Shubin, Neil (* 1960), US-amerikanischer Paläontologe
- Shubina, Daria (* 2006), usbekische Tennisspielerin
- Shubina, Masha (* 1979), ukrainische Künstlerin
- Shubsda, Thaddeus Anthony (1925–1991), US-amerikanischer Geistlicher, römisch-katholischer Bischof von Monterey in California
- Shūbun, japanischer Maler und Zen-Mönch

### Shuc
- Shuchuk, Gary (* 1967), kanadischer Eishockeyspieler und -trainer
- Shuckard, William Edward († 1868), britischer Entomologe und Bibliothekar der Royal Society
- Shuckburgh, Evelyn (1909–1994), britischer Diplomat und Funktionär des Roten Kreuzes
- Shuckburgh, John Evelyn (1877–1953), britischer Kolonialgouverneur

### Shud
- Shuddhodana, Vater von Shakyamuni, dem historischen Buddha
- Shudō, Takeshi (1949–2010), japanischer Drehbuchautor und Romanautor

### Shue
- Shue, Andrew (* 1967), US-amerikanischer Schauspieler
- Shue, Elisabeth (* 1963), US-amerikanische Schauspielerin, Filmproduzentin und SängerinElisabeth Shue (* 1963)

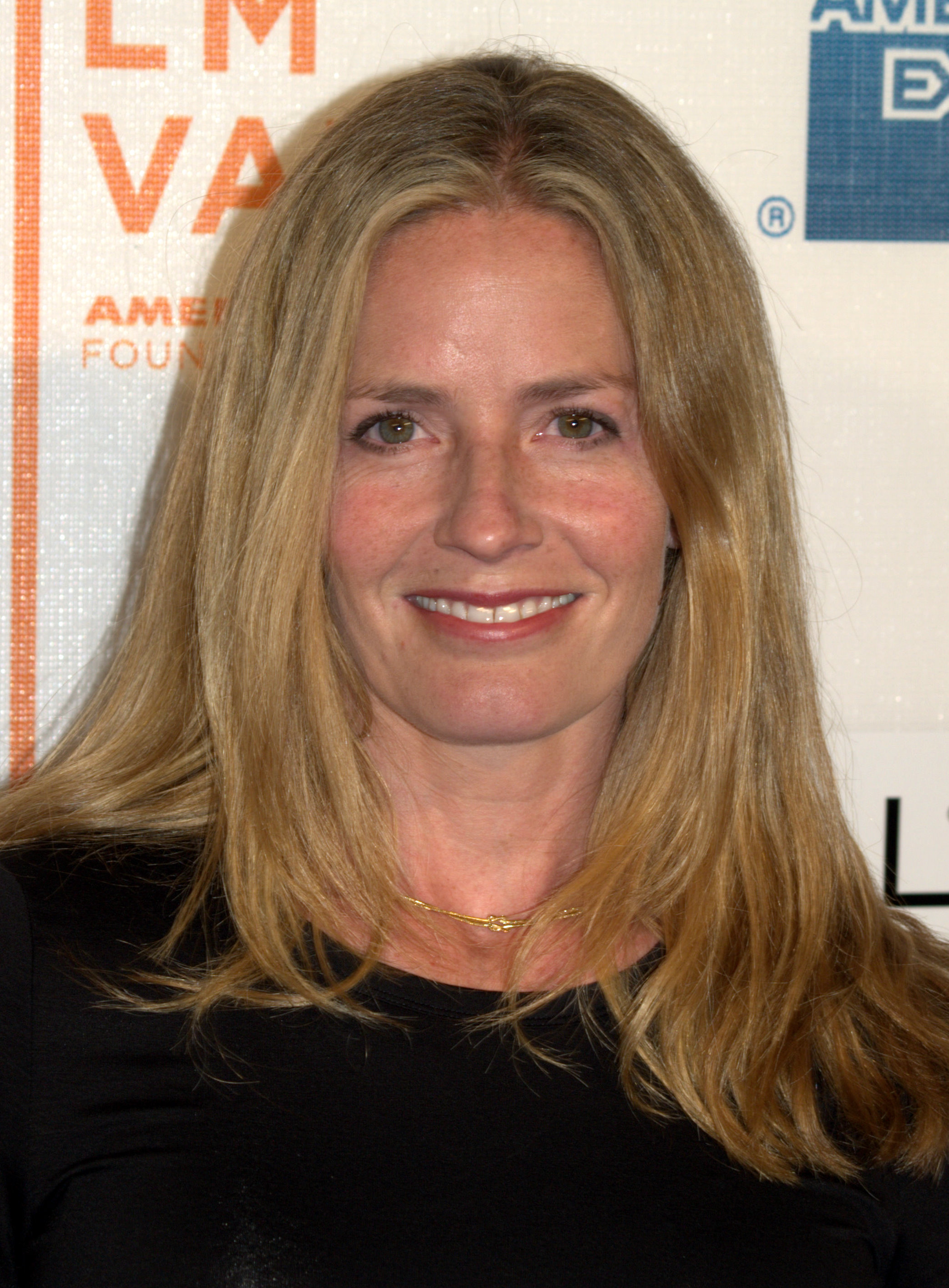
Elisabeth Shue (* 1963)

- Shue, Henry (* 1940), US-amerikanischer Philosoph
- Shue, Larry (1946–1985), US-amerikanischer Schriftsteller
- Shue, Ming-fa (* 1950), taiwanischer Radrennfahrer
- Shue, Ming-shu (* 1940), taiwanischer Radrennfahrer

### Shuf
- Shufeldt, Robert Wilson junior (1850–1934), US-amerikanischer Ornithologe, Arzt und Offizier der Armee
- Shufelt, Jessica (* 1990), US-amerikanische Fußballspielerin und -trainerin
- Shufflebotham, Jack (1885–1951), englischer Fußballspieler
- Shufford, Charles (* 1973), US-amerikanischer Boxer
- Shuford, Alonzo C. (1858–1933), US-amerikanischer Politiker
- Shuford, George A. (1895–1962), US-amerikanischer Politiker
- Shufu, Boniface Lutibezi, namibischer traditioneller Führer

### Shug
- Shugar, David (1915–2015), polnischer Biophysiker, Gründer der polnischen Schule der molekularen Biophysik
- Shugart, Alan (1930–2006), US-amerikanischer Erfinder von Diskette und SCSI
- Shūgetsu, Tōkan, japanischer Maler
- Shugg, Jesse Anne (* 1992), philippinisch-kanadische Fußballspielerin
- Shugg, Justin (* 1991), kanadischer Eishockeyspieler
- Shughart, Randall (1958–1993), US-amerikanischer SoldatRandall Shughart (1958–1993)

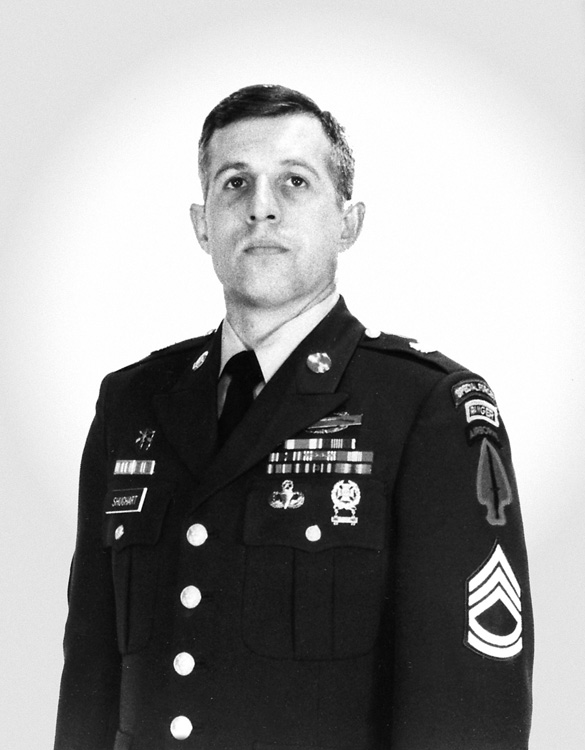
Randall Shughart (1958–1993)

- Shugi, Bilisuma (* 1989), bahrainischer Langstreckenläufer äthiopischer Herkunft
- Shugrue, Robert F. (1937–1999), US-amerikanischer Filmeditor
- Shūgyō, Tomohito (* 1984), japanischer Fußballspieler

### Shuh
- Shuhail, Abdullah (* 1985), saudi-arabischer Fußballspieler
- Shūhō, Myōchō (1283–1338), japanischer Priester der Kamakura-Zeit

### Shui
- Shui Qingxia (* 1966), chinesische Fußballspielerin

### Shuj
- Shuja, Kashif (* 1979), neuseeländisch-pakistanischer Squashspieler
- Shuja-ud-Daula (1732–1775), Gouverneur von Avadh und Wesir am Mogulhof (1759–1775)
- Shūji, Endō (* 1986), japanischer Skispringer

### Shuk
- Shuka, Orli (* 1976), britisch-albanischer Schauspieler
- Shukaitis, Stevphen, britischer Anarchist, Kulturtheoretiker und Hochschullehrer
- Shukardin, Samson (* 1961), pakistanischer Ordensgeistlicher, römisch-katholischer Bischof von Hyderabad in Pakistan
- Shuken, Leo (1906–1976), amerikanischer Filmkomponist, Arrangeur und musikalischer Leiter
- Shuker, Karl (* 1959), britischer Zoologe
- Shuker, Lucy (* 1980), britische Rollstuhltennisspielerin
- Shukina, Olga (* 1977), usbekische Leichtathletin
- Shukina, Yulianna (* 2005), usbekische Leichtathletin
- Shukla, Jazz (* 1998), kanadische Leichtathletin
- Shukla, Nikesh (* 1980), britischer Schriftsteller
- Shukla, Padma Kant (1950–2013), deutscher Physiker
- Shukla, Sidharth (1980–2021), indischer Schauspieler
- Shukla, Vidya Charan (1929–2013), indischer Politiker
- Shukman, Harold (1931–2012), britischer Historiker
- Shuko (* 1981), deutscher Hip-Hop-ProduzentShuko (* 1981)

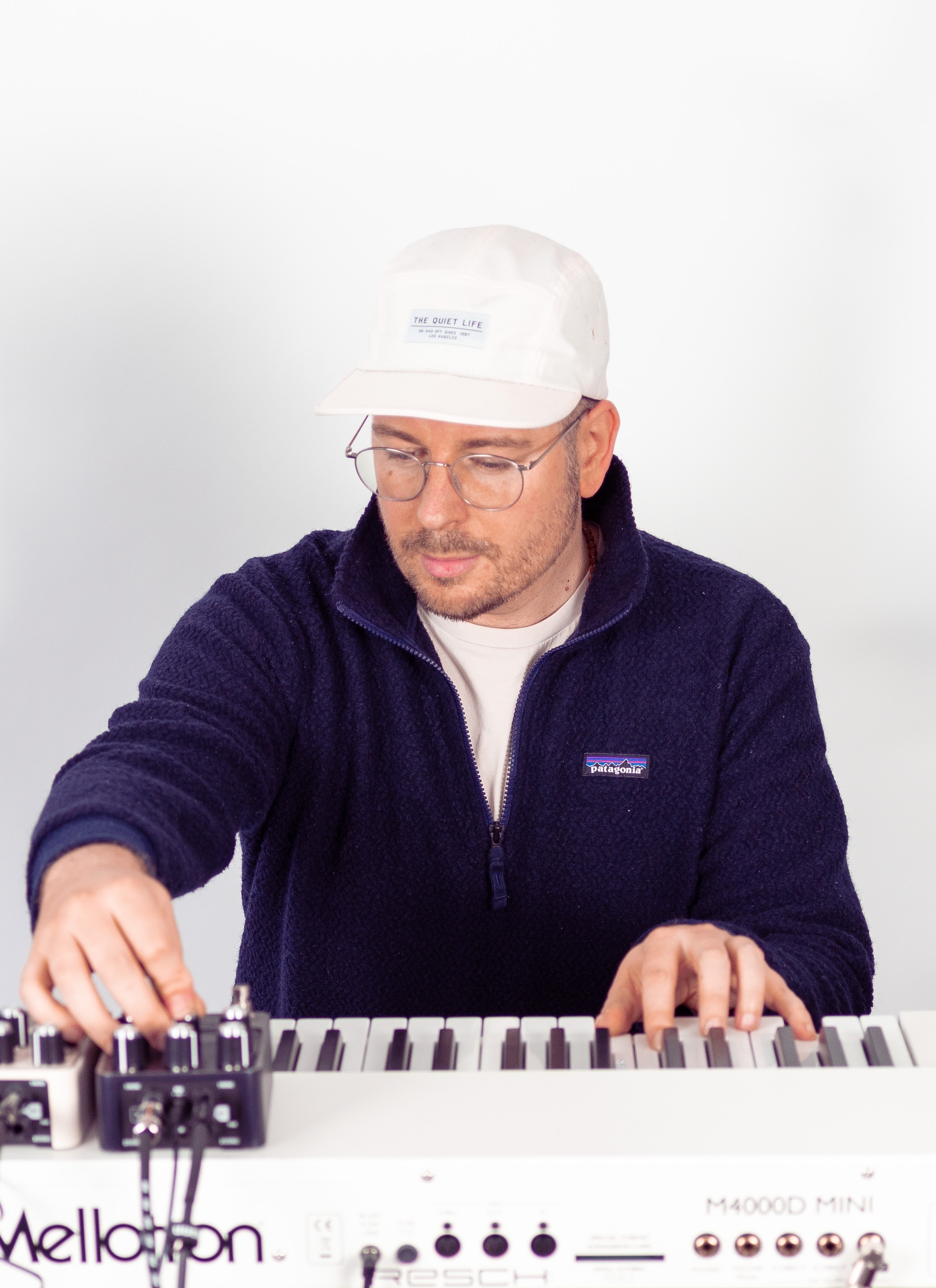
Shuko (* 1981)

- Shukr Kuhayl I (1821–1865), jemenitischer falscher Messias
- Shukralla, Nawaf (* 1976), bahrainischer Fußballschiedsrichter
- Shukrani, Roei (* 1990), israelischer Fußballspieler
- Shukrijumah, Adnan Gulshair el (1975–2014), saudi-arabisches al-Qaida-Mitglied
- Shukron, Eli, israelischer Archäologe
- Shukrula, Shona (* 1991), niederländische Fußballschiedsrichterin
- Shukurov, Otabek (* 1996), usbekischer Fußballspieler

### Shul
- Shul, Dave, US-amerikanischer Gitarrist
- Shula, Don (1930–2020), US-amerikanischer American-Football-Trainer
- Shuler, George K. (1884–1942), US-amerikanischer Offizier und Politiker
- Shuler, Heath (* 1971), US-amerikanischer Footballspieler und Politiker
- Shuler, Jamal (* 1986), US-amerikanischer Basketballspieler
- Shulgin, Alexander (1925–2014), amerikanischer Chemiker und Pharmakologe russischer AbstammungAlexander Shulgin (1925–2014)

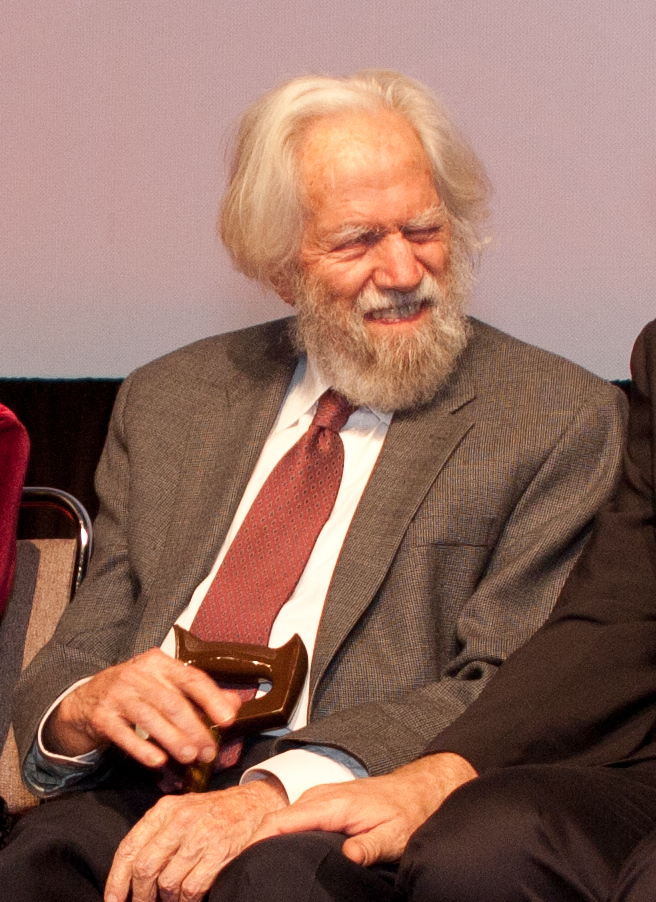
Alexander Shulgin (1925–2014)

- Shulgin, Ann (1931–2022), amerikanische Schriftstellerin
- Shulkin, David (* 1959), US-amerikanischer Arzt und Beamter
- Shull, Clifford (1915–2001), US-amerikanischer Physiker
- Shull, George Harrison (1874–1954), US-amerikanischer Botaniker und Pflanzengenetiker
- Shull, Joseph Horace (1848–1944), US-amerikanischer Politiker
- Shull, Richard B. (1929–1999), US-amerikanischer Schauspieler
- Shull, Tad (* 1955), US-amerikanischer Jazz-Tenorsaxophonist
- Shulman, Abraham (1913–1999), polnisch-US-amerikanischer Journalist und Autor
- Shulman, Alan (1915–2002), US-amerikanischer Komponist und Cellist
- Shulman, Alix Kates (* 1932), US-amerikanische Schriftstellerin und Frauenrechtlerin
- Shulman, Barry (* 1946), US-amerikanischer Pokerspieler
- Shulman, Claire (1926–2020), US-amerikanische Politikerin (Demokratische Partei)
- Shulman, Derek (* 1947), britischer MusikerDerek Shulman (* 1947)

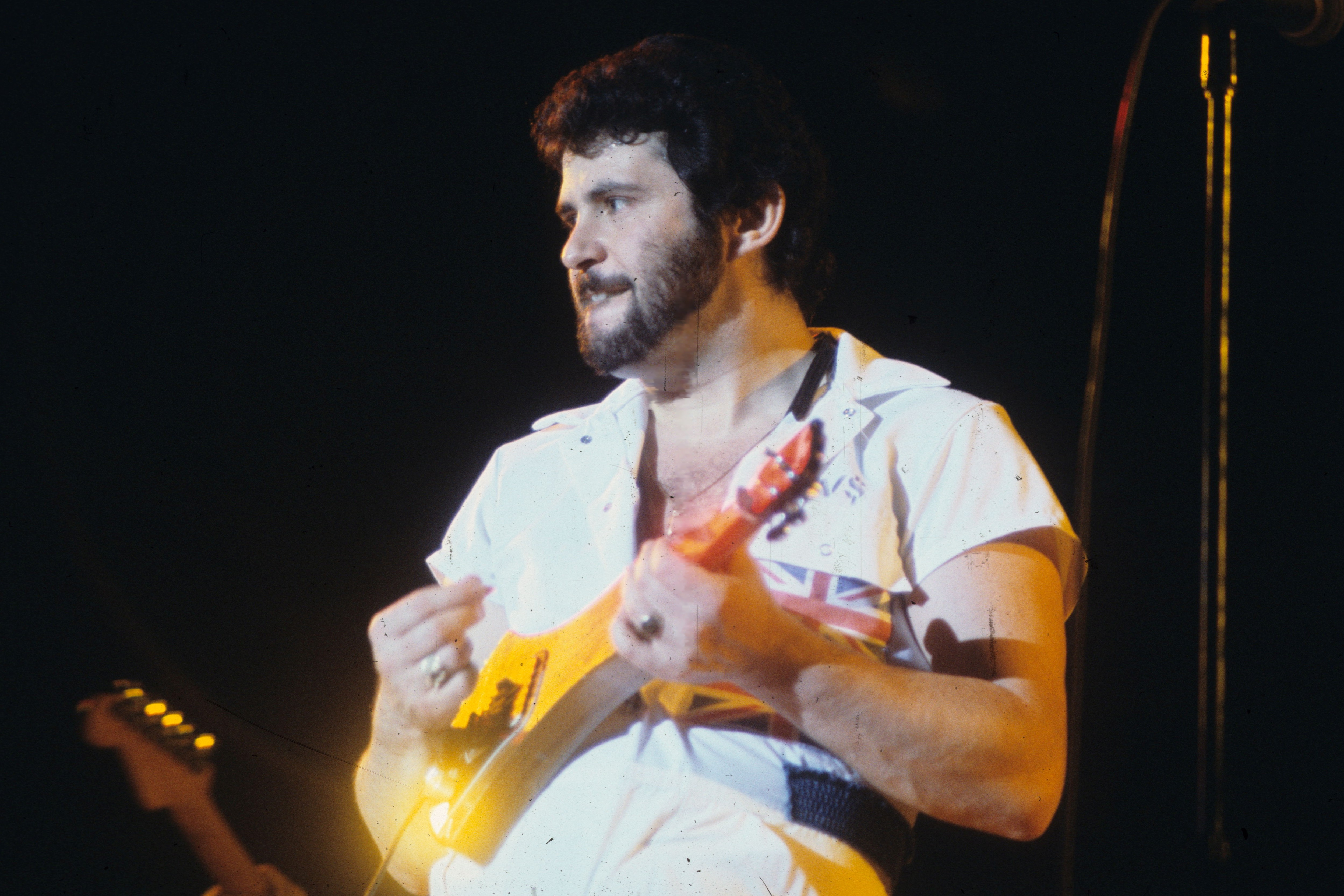
Derek Shulman (* 1947)

- Shulman, Gerald I. (* 1953), US-amerikanischer Diabetologe und Hochschullehrer
- Shulman, Joe (1923–1957), US-amerikanischer Jazzbassist
- Shulman, Julius (1910–2009), US-amerikanischer Fotograf
- Shulman, Marshall D. (1916–2007), US-amerikanischer Politikwissenschaftler
- Shulman, Michael (* 1981), US-amerikanischer Schauspieler und Filmproduzent
- Shulman, Nora, kanadische Flötistin und Musikpädagogin
- Shulman, Paul (1922–1994), US-amerikanisch-israelischer Konteradmiral
- Shulman, Phil (* 1937), britischer Musiker
- Shulman, Ray (1949–2023), britischer Musiker
- Shulman, Sheila (1936–2014), US-amerikanisch-britische Rabbinerin
- Shulman, Suzanne (* 1940), kanadische Flötistin und Musikpädagogin
- Shulman, Yury (* 1975), belarussisch-US-amerikanischer Schachspieler
- Shulmistra, Richard (* 1971), kanadischer Eishockeytorwart
- Shults, Trey Edward (* 1988), US-amerikanischer Regisseur, Drehbuchautor, Filmeditor und Filmproduzent
- Shultz, Arnold (1886–1931), US-amerikanischer Blues- und Old-Time-Musiker
- Shultz, Emanuel (1819–1912), US-amerikanischer Politiker
- Shultz, George (1920–2021), US-amerikanischer Politiker (Republikanische Partei), Hochschullehrer, Diplomat, Arbeits-, Finanz- und Außenminister
- Shultz, Reynolds (1921–2000), US-amerikanischer Politiker
- Shultz, Ryan (* 1963), US-amerikanischer Jazz-Basstrompeter
- Shulze, John Andrew (1774–1852), US-amerikanischer Politiker

### Shum
- Shum, Desmond (* 1968), chinesischer Bauunternehmer
- Shum, Harry junior (* 1982), costa-ricanischer Schauspieler und TänzerHarry Shum junior (* 1982)

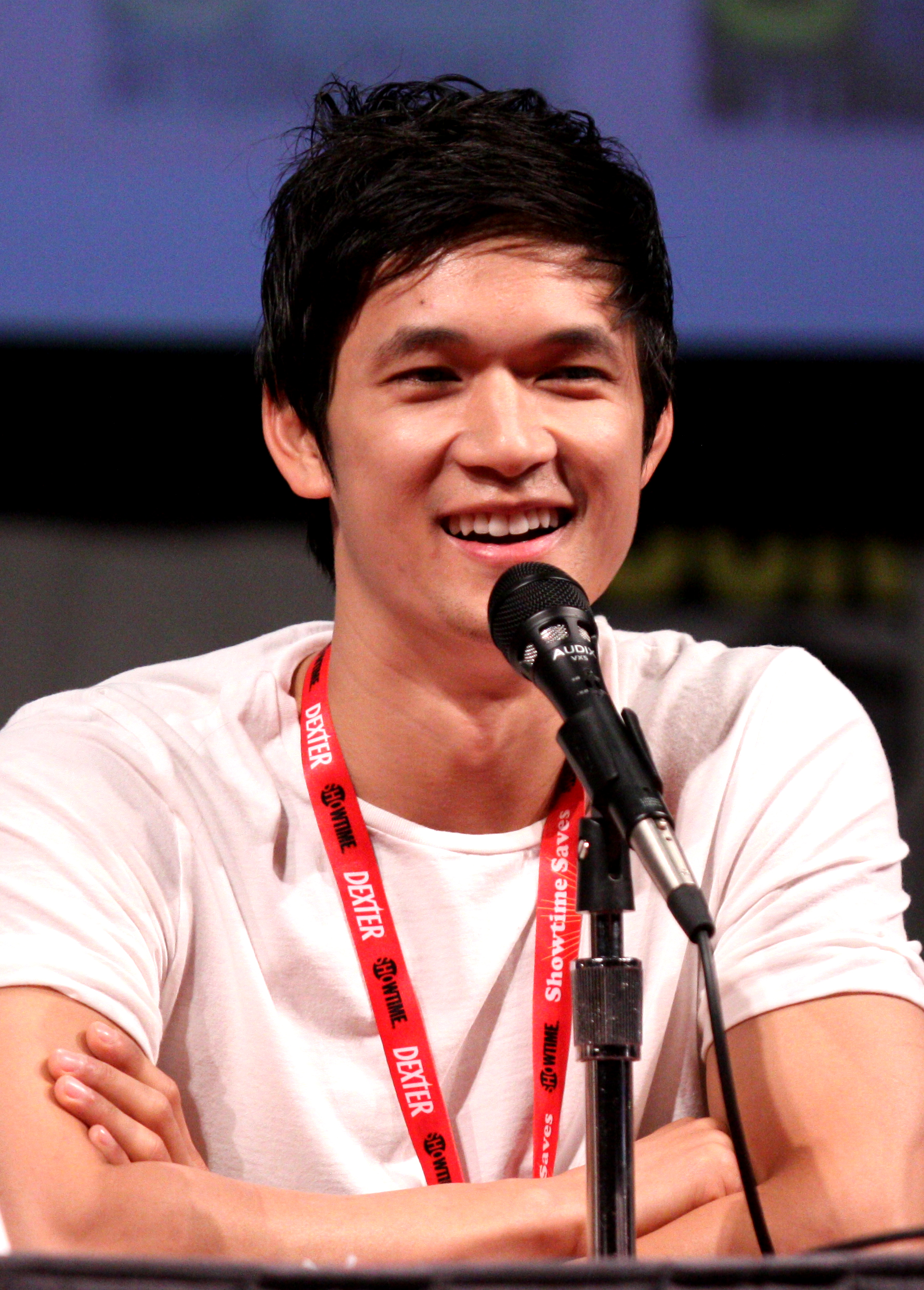
Harry Shum junior (* 1982)

- Shum, Itzhak (* 1948), israelischer Fußballspieler und -trainer
- Shumaker, David (* 1954), US-amerikanischer Lokalpolitiker
- Shuman, Andrew (1830–1890), US-amerikanischer Politiker
- Shuman, Frank (1862–1918), US-amerikanischer Erfinder
- Shuman, George D. (* 1952), US-amerikanischer Krimiautor
- Shuman, Lenox (* 1973), Politiker in Guyana
- Shuman, Michael (* 1986), US-amerikanischer RockmusikerMichael Shuman (* 1986)

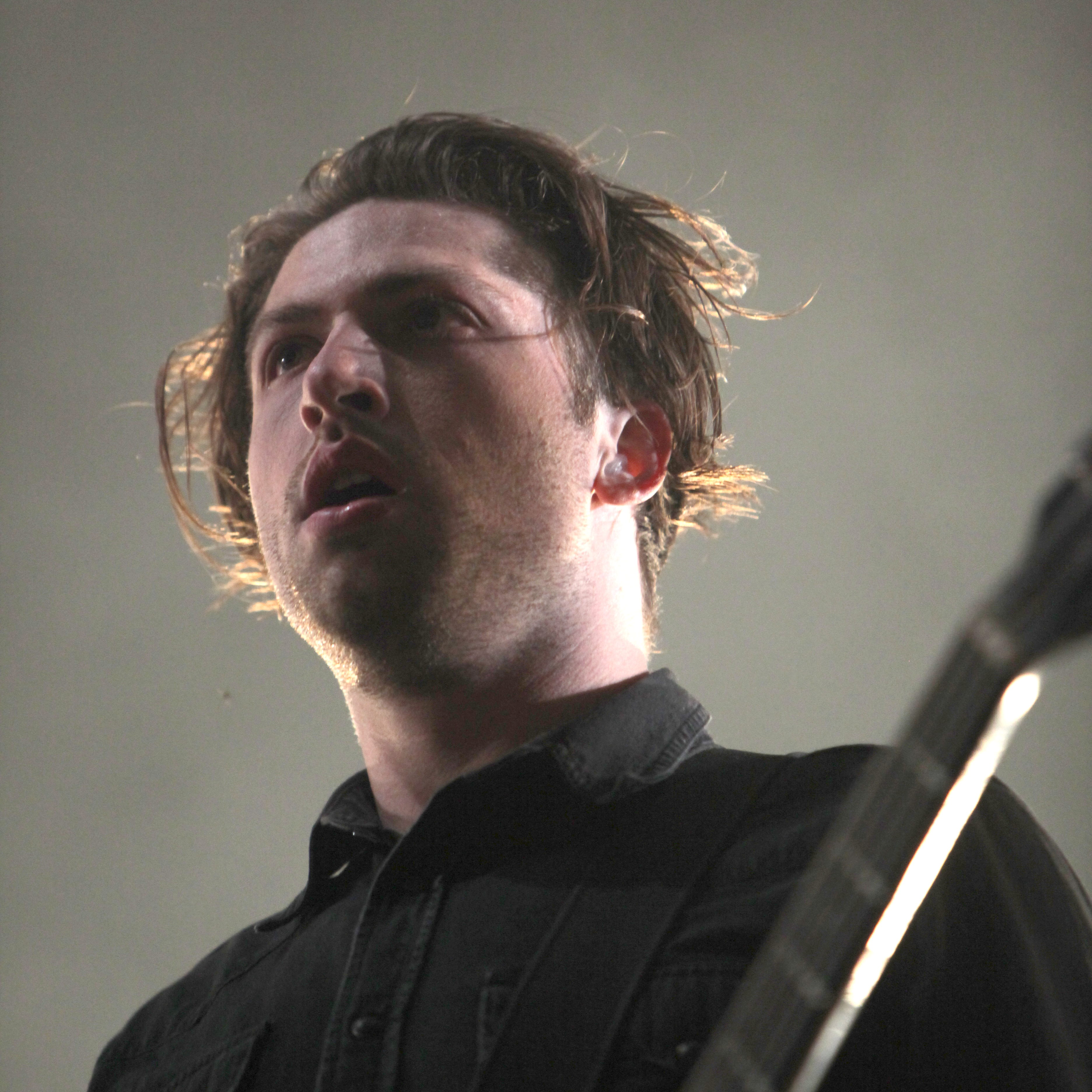
Michael Shuman (* 1986)

- Shuman, Mort (1938–1991), US-amerikanischer Sänger und Songwriter
- Shumate, Jared (* 1999), US-amerikanischer Nordischer Kombinierer
- Shumba, Iselin (* 1984), norwegisch-simbabwische Schriftstellerin, Schauspielerin, Aktivistin und Malerin
- Shumeyko, Luba (* 1982), internationales Foto- und Aktmodell
- Shumi, Genzeb (* 1991), bahrainische Leichtathletin äthiopischer Herkunft
- Shumlin, Herman (1898–1979), US-amerikanischer Theaterproduzent, Theaterregisseur und Filmproduzent
- Shumlin, Peter (* 1956), US-amerikanischer Politiker
- Shumov, Konstantin (* 1985), finnischer Volleyballspieler
- Shumpert, Iman (* 1990), US-amerikanischer Basketballspieler
- Shumsher Jang Bahadur Rana, Bahadur (* 1892), nepalesischer Diplomat
- Shumsky, Oscar (1917–2000), US-amerikanischer Geiger und Musikpädagoge
- Shumway, James (1939–2003), US-amerikanischer Politiker
- Shumway, Margot (* 1979), US-amerikanische Ruderin
- Shumway, Matt (* 1978), US-amerikanischer Animation Supervisor
- Shumway, Norman D. (1934–2022), US-amerikanischer Politiker
- Shumway, Norman E. (1923–2006), US-amerikanischer Kardiologe und Chirurg
- Shumye, Alemayehu (1988–2013), äthiopischer Marathonläufer

### Shun
- Shun, Kwong-loi (* 1953), US-amerikanischer Philosoph
- Shun’e (1113–1191), japanischer Dichter
- Shungu, Raoul, kongolesischer Fußballtrainer
- Shunk, Francis Rawn (1788–1848), US-amerikanischer Politiker
- Shunkan († 1179), japanischer buddhistischer Priester
- Shunmugham, Thulukhanam (1920–2012), indischer Fußballspieler
- Shunto, Kanda, japanischer Fußballspieler
- Shunzhi (1638–1661), Kaiser von ChinaShunzhi (1638–1661)

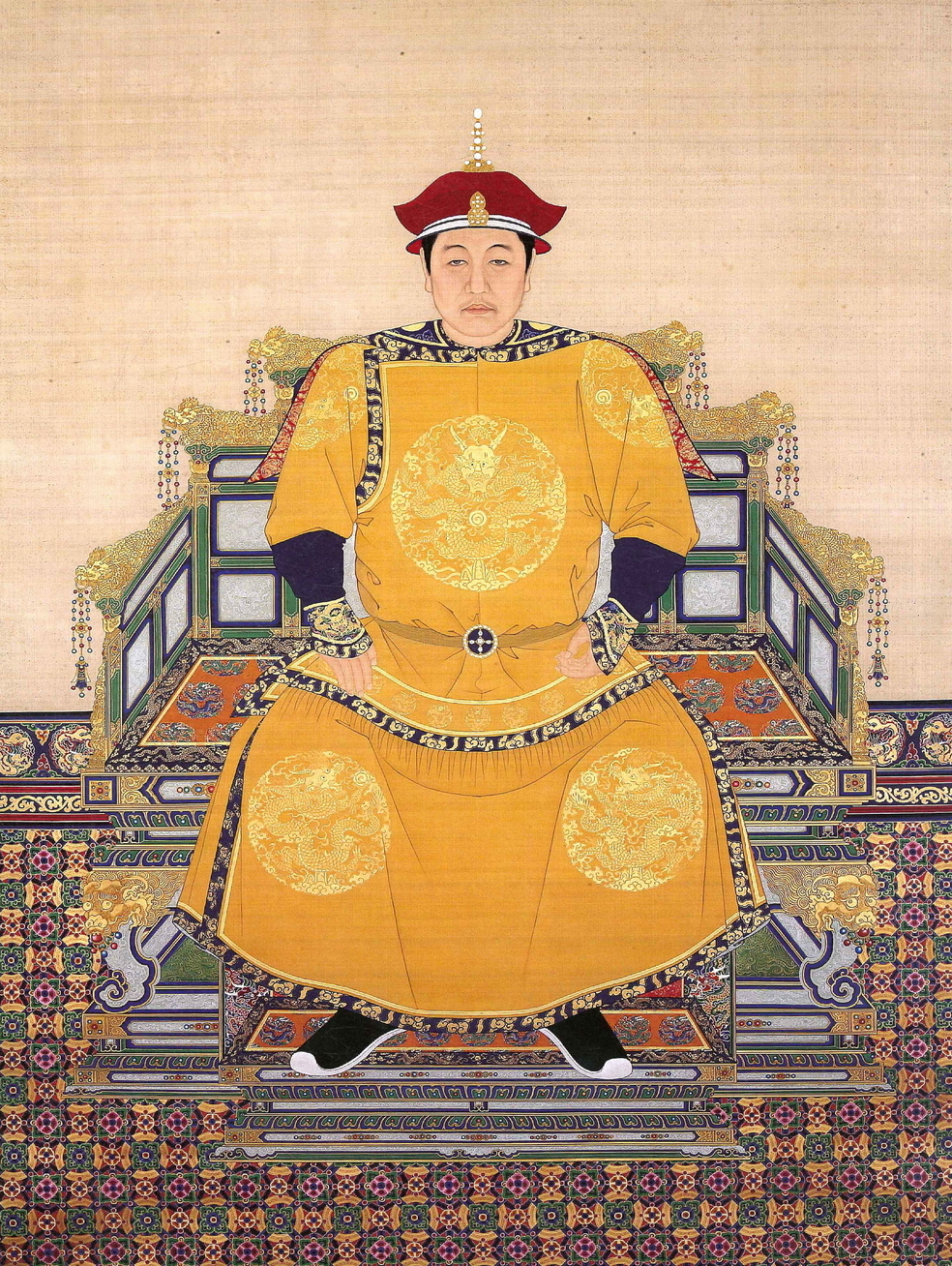
Shunzhi (1638–1661)

### Shup
- Shupe, Matthew, US-amerikanischer Mathematiker, Chemiker, Meteorologe und Klimaforscher

### Shuq
- Shuqing, Shi (* 1945), taiwanische Schriftstellerin

### Shur
- Shura (* 1988), britische Sängerin, Musikproduzentin und Songwriterin
- Shuranov, Erik (* 2002), deutsch-ukrainischer Fußballspieler
- Shure, Aaron, US-amerikanischer TV-Autor, Produzent und Emmy-Preisträger
- Shurei, Kōyu, japanische Manga-Zeichnerin und Illustratorin
- Shuren, Jin (1883–1941), chinesischer Kriegsherr in der Republik China, Gouverneur von Xinjiang (1928–1933)
- Shurer, Osnat, israelische Filmproduzentin
- Shurik’n, französischer Rapper
- Shurjoka (* 1997), österreichische Twitch-Streamerin
- Shurlock, Arthur (1937–2022), US-amerikanischer Turner
- Shurman, Dick (* 1950), US-amerikanischer Musikproduzent und Musikjournalist
- Shurrock, Francis (1887–1977), neuseeländischer Bildhauer und Kunstpädagoge englischer Herkunft
- Shurskyj, Walentyn (1927–2014), ukrainischer Wissenschaftler und Politiker
- Shurtleff, Michael (1920–2007), US-amerikanischer Casting Director und Autor

### Shus
- Shusett, Ronald (1935–2024), US-amerikanischer Drehbuchautor und Filmproduzent
- Shushan, Tomer, israelischer Filmregisseur und Drehbuchautor
- Shuster, Bill (* 1961), US-amerikanischer Politiker
- Shuster, Bud (1932–2023), US-amerikanischer Politiker
- Shuster, David (* 1967), US-amerikanischer Journalist und Fernsehmoderator
- Shuster, George N. (1894–1977), US-amerikanischer Philologe und Pädagoge
- Shuster, Joe (1914–1992), US-amerikanischer Comiczeichner und Miterfinder des Superman
- Shuster, John (* 1982), US-amerikanischer Curler
- Shuster, Morgan (1877–1960), US-amerikanischer Diplomat, persischer Schatzkanzler
- Shuster, Will (1893–1969), US-amerikanischer Maler, Bildhauer und Lehrer
- Shuster, Zachariah (1902–1986), polnisch-amerikanischer Verbandsfunktionär
- Shuster-Eliassi, Noam, israelische Comedian und Aktivistin
- Shusterman, Mark, israelischer Mathematiker
- Shusterman, Neal (* 1962), US-amerikanischer SchriftstellerNeal Shusterman (* 1962)

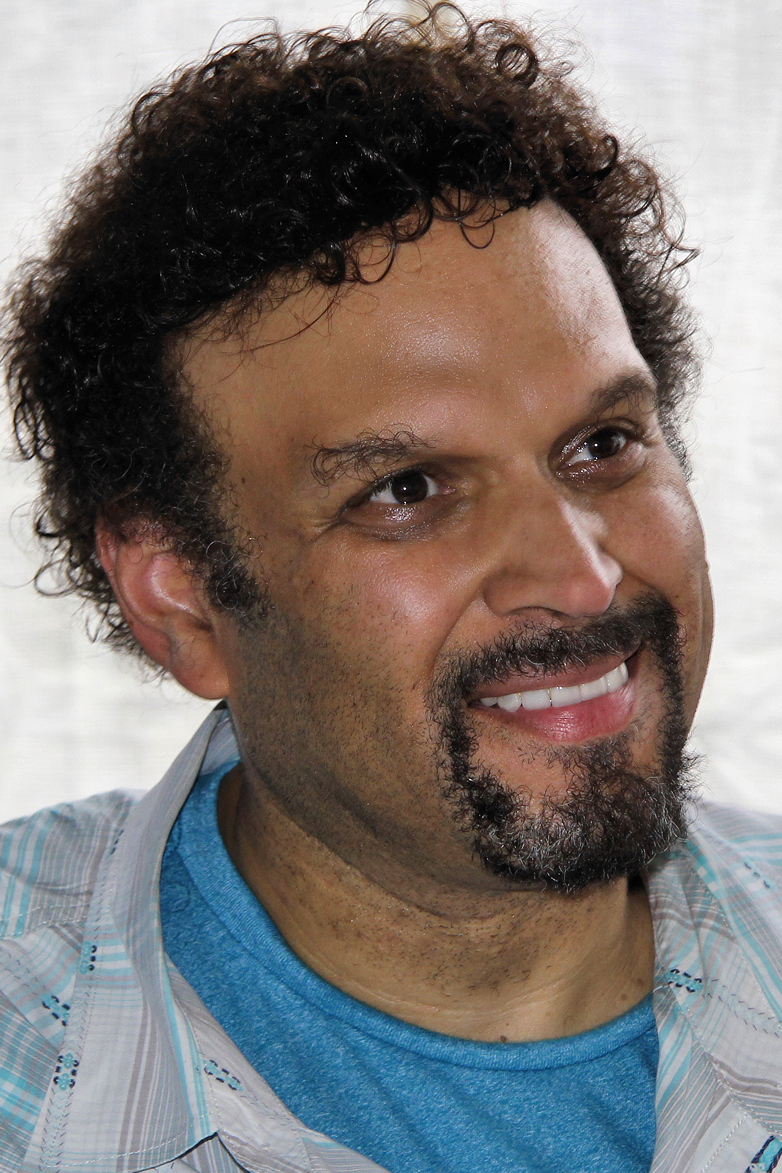
Neal Shusterman (* 1962)

### Shut
- Shutan, Jan (1932–2021), US-amerikanische Schauspielerin
- Shute, Henry (1856–1943), US-amerikanischer Rechtsanwalt, Richter, Landwirt und Schriftsteller
- Shute, John († 1563), englischer Miniaturmaler und Autor
- Shute, Nevil (1899–1960), englischer Schriftsteller, Flugzeugingenieur und Pilot
- Shute, Samuel (1662–1742), Kolonial Gouverneur der Province of Massachusetts Bay und der New Hampshire Colony
- Shute, Warwick (1921–1996), englischer Badmintonspieler
- Shutler, Richard, Jr. (1921–2007), US-amerikanischer Anthropologe und Archäologe
- Shutorev, Nicolai (1914–1948), amerikanischer Sänger russischer Abstammung
- Shutt, Carl (* 1961), englischer Fußballspieler
- Shutt, David, Baron Shutt of Greetland (1942–2020), britischer Politiker
- Shutt, Elsie (* 1928), US-amerikanische Mathematikerin und Softwareunternehmerin
- Shutt, Norman (1929–2022), britischer Biathlet und Skilangläufer
- Shutt, Ralph P. (1913–2001), US-amerikanischer Physiker
- Shutt, Steve (* 1952), kanadischer Eishockeyspieler
- Shuttlesworth, Fred (1922–2011), US-amerikanischer Bürgerrechtskämpfer
- Shuttleworth, Mark (* 1973), britisch-südafrikanischer UnternehmerMark Shuttleworth (* 1973)

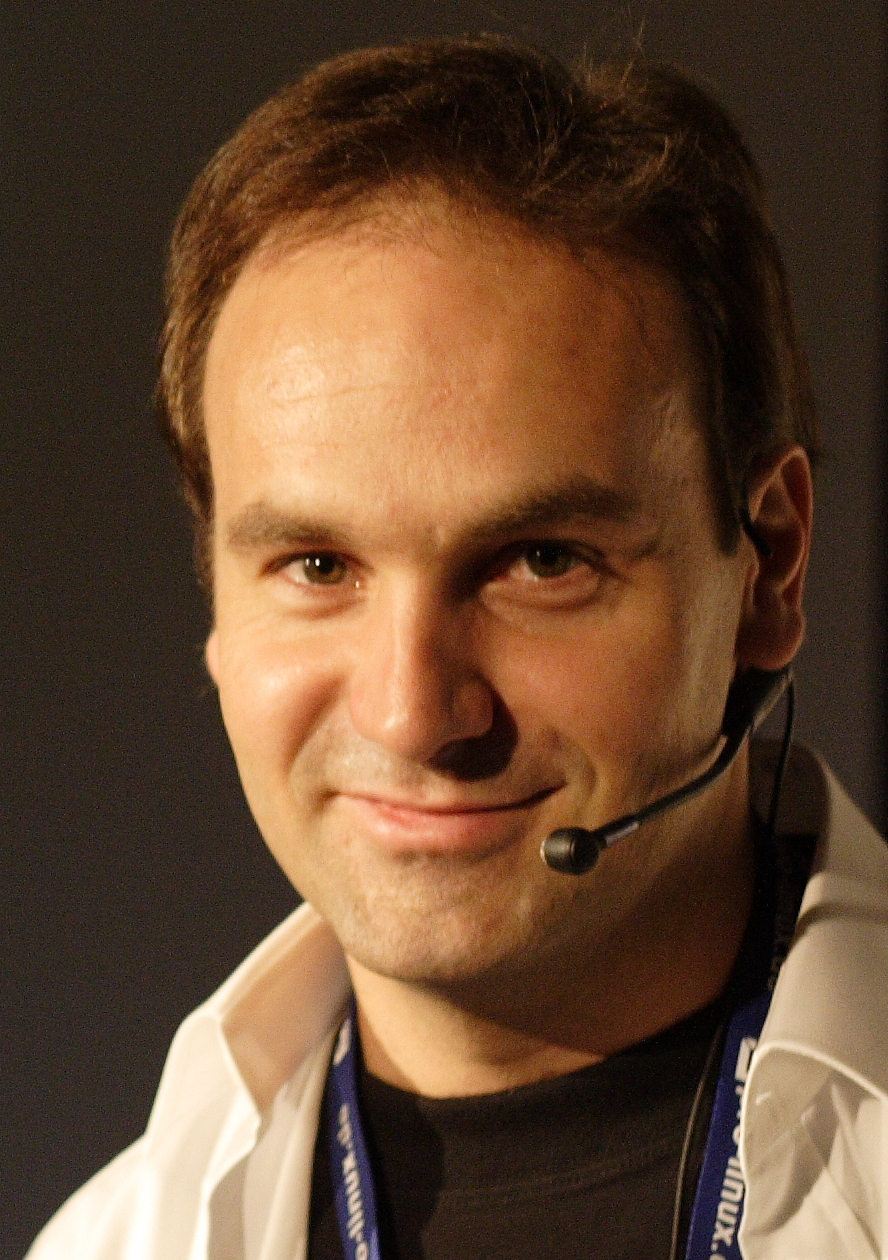
Mark Shuttleworth (* 1973)

- Shuttleworth, Robert James (1810–1874), britischer Botaniker und Malakologe

### Shuu
- Shuumbwa, Erastus (* 1974), namibischer Politiker

### Shuv
- Shuvaprasanna (* 1947), indischer Maler

### Shuy
- Shuyue, Ma (* 1999), chinesische Tennisspielerin